# 若い女の子の入浴
『若い女の子の入浴』（わかいおんなのこのにゅうよく、英:Young Girl Bathing）は、1892年に画家ピエール＝オーギュスト・ルノワールが制作した油彩画。最初に当作品を所有したのは画家のクロード・モネで、現在はニューヨークにあるメトロポリタン美術館が所蔵している。

## 解説
この絵画は屋外で沐浴する女性を描いている。絵は薄く塗られており、筆致は柔らかくしなやかである。